# Тренос
Тренос (грец. Θρηνος to iest lament iedyney świętej Powszechney Apostolskiey Wschodniej Cerkwie z obiasnieniem dogmat wiary)  ("Тренос, тобто плач єдиної святої Вселенської Апостольської Східної Церкви з поясненням догматів віри") —  твір Мелетія Смотрицького, написаний, надрукований у 1610 році польською мовою. В перекладі означає «плач». Присвячений магнату Михайлу Вишневецькому.
Вийшов у друкарні православного братства Святого Духу Вільнюса.  Занепокоєний цим, король Сігізмунд ІІІ Ваза в листі з-під Смоленська 1 квітня 1610 року писав, що «в друкарні руській Св. Духа якісь пасквілі проти зверхності та потаємні книги друкують»; потім видав мандат, за яким наклад книги мав бути спалений, друкар та автор мали бути арештовані. Друкар — Леонтій Карпович — був потім ув'язнений за вихід книги, анонімний автор уник цього.
«Тренос» справив великий вплив на сучасників Мелетія Смотрицького. Полемічно-художня книга письменника «Тренос або плач Східної церкви» видана у Вільно під псевдонімом Теофіл Ортолог. Приводом для книги стала сутичка між православними і прихильниками Берестейської унії, а також відібрання у віленських православних братського Троїцького монастиря.
Безпосередньою причиною був погром віленських православних міщан, вчинений в 1609 році Іпатієм Потієм за підтримки польських королівських властей.
За традиційним "прикнижним реквізитом" подаються 10 самостійних розділів: 1) Плач, або нарікання Сх. Церкви на злочинних синів; 2) Напучування Сх. Церкви до сина, який залишив її разом з іншими; 3) Проти єдиновладного верховенства рим. єпископа; 4) Трактат про сучасну Рим. Церкву і про Сх. Церкву; 5) Трактат про походження Святого Духа; 6) Про прісний і про квасний хліб Таїнства Господньої Вечері; 7) Про чистилище; 8) Про відкинення Рим. Церквою Чаші Нового Завіту; 9) Про взивання святих; 10) Катехізис, тобто підсумок, або коротке зібрання віри обрядів святої Сх. Церкви.
Плач Матері-Церкви побудований на контрасті: колись була, як вранішня зоря, як місяць, як сонце, а тепер стала посміховиськом для всього світу. Церква нарікає на своїх синів, які залишили її і пішли за мачухою. Руська шляхта, котра перейшла в католицтво (48 родів), зображена автором у вигляді коштовних каменів, що прикрашали корону Матері-Церкви і які вона втратила. У 2-му розділі Мати-Церква звертається до унійця Іпатія Потія і просить його покаятися. Гротескно зображені інші унійні ієрархи: Михаїл Рагоза, Григорій-Герман Загоровський, Кирило Терлецький. У наступних розділах заперечується зверхність Папи Римського як наступника апостола Петра. Автор стверджує, що рим. єпископові надавалося не Божественне право на верховенство, а лише перше місце серед інших. Відстоюється догмат православної церкви проти "Filioque", використання у таїнстві Причастя квасного хліба і вина. "Тренос" засвідчує утвердження стилю бароко в українська полемічній прозі.
«Тренос» є вершиною літературної творчості Мелетія Смотрицького і всієї слов'янської полемічної літератури, плач-голосіння української православної церкви за всіма церквами та монастирями, які були відібрані королем і католиками.